# Saint-Trojan
Saint-Trojan is een gemeente in het Franse departement Gironde (regio Nouvelle-Aquitaine) en telt 318 inwoners (1999). De plaats maakt deel uit van het arrondissement Blaye.

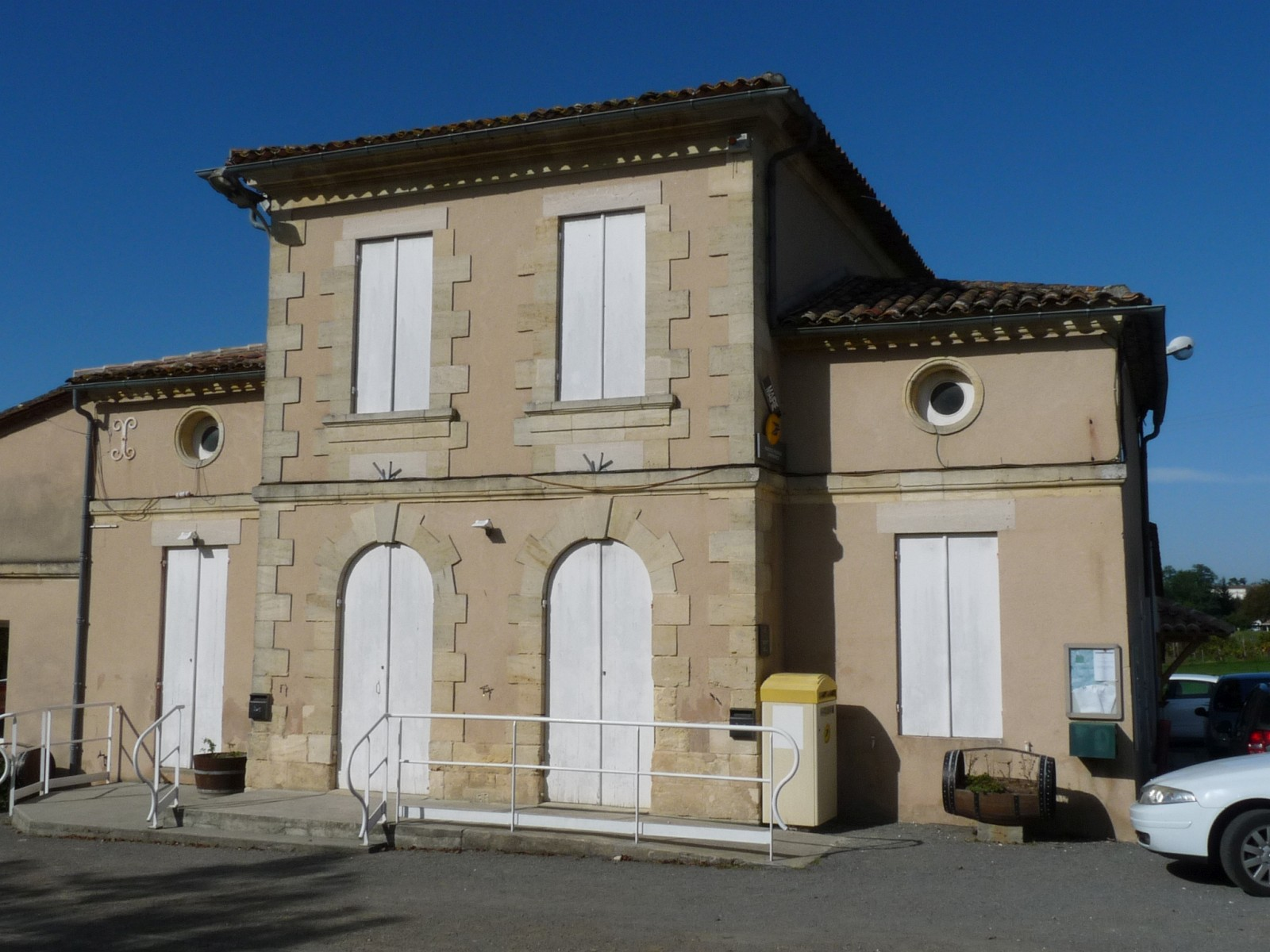
Postkantoor
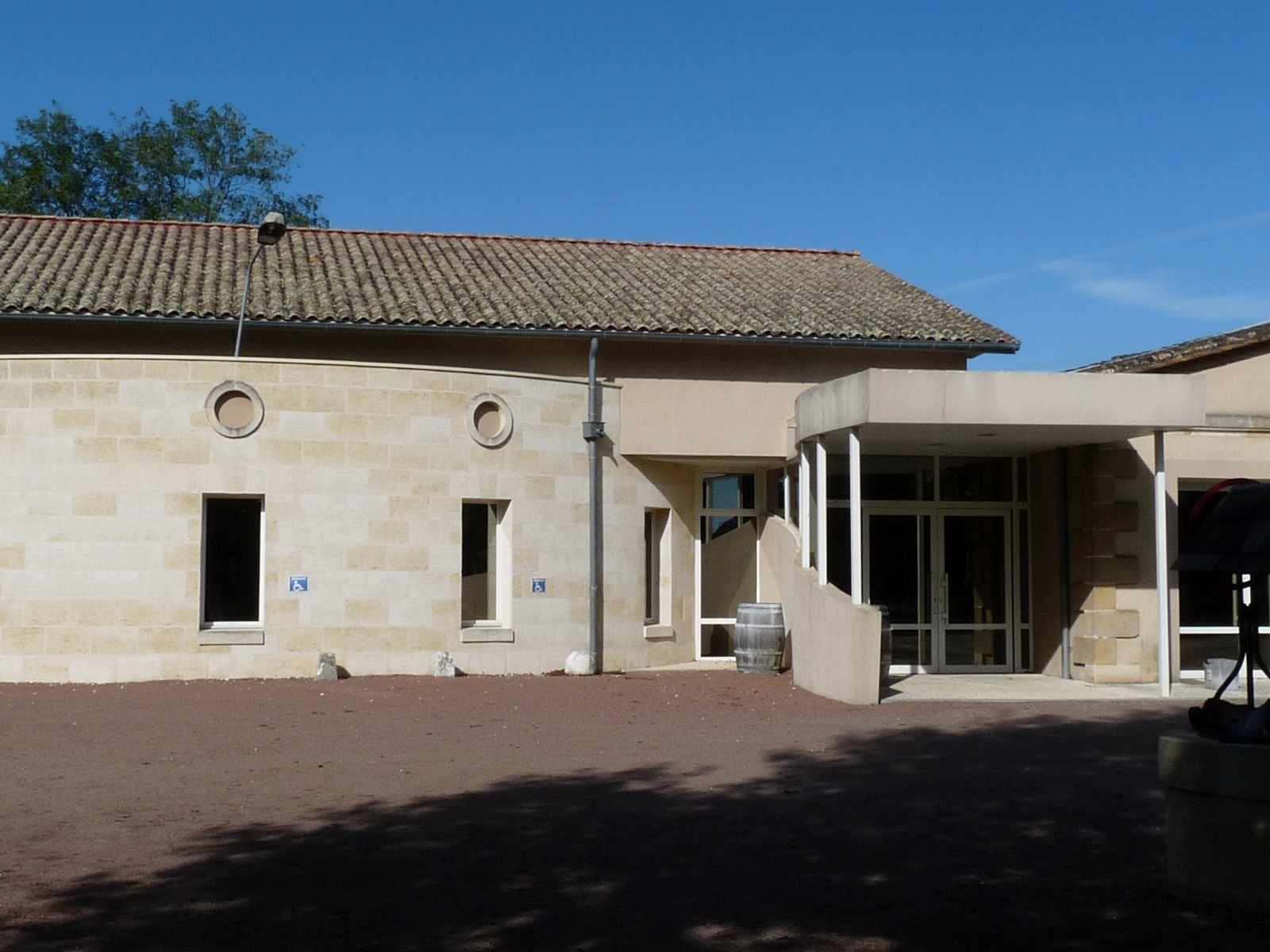
Gemeentehuis

## Geografie
De oppervlakte van Saint-Trojan bedraagt 3,1 km², de bevolkingsdichtheid is 102,6 inwoners per km².
De onderstaande kaart toont de ligging van Saint-Trojan met de belangrijkste infrastructuur en aangrenzende gemeenten.

## Demografie
Onderstaande figuur toont het verloop van het inwonertal (bron: INSEE-tellingen).